# A113

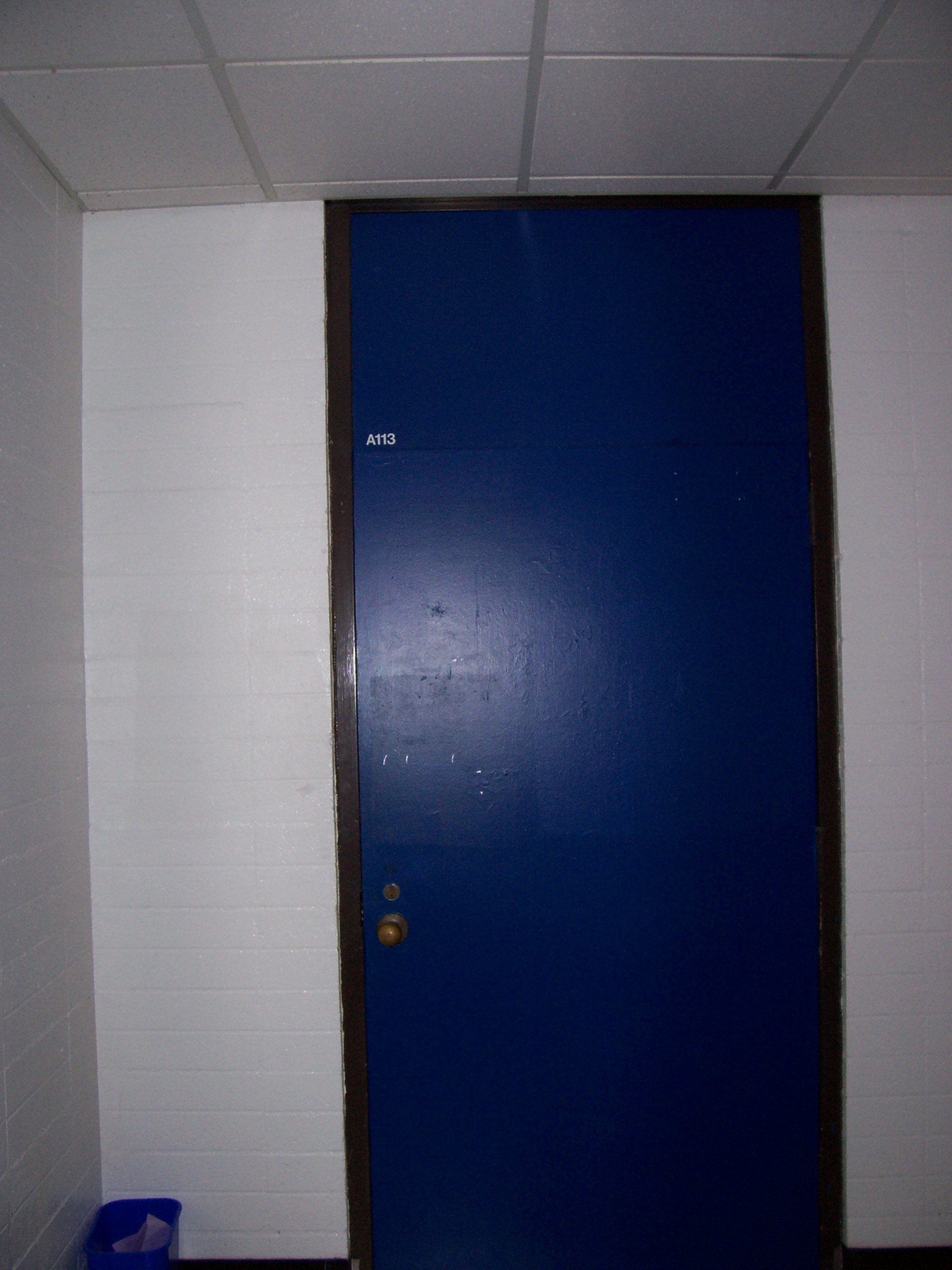
La puerta de Habitación A113 c. 2005

A113 (a veces A-113, A1-13 o A11-3) es una famosa broma interna y un huevo de Pascua La Películas El Pixar en medios creados por antiguos alumnos del Instituto de las Artes de California, que se refiere al aula utilizada por los estudiantes de diseño gráfico y animación de personajes, incluido John Lasseter, Tim Burton y Brad Bird. Bird lo usó por primera vez para un número de placa en el episodio "Family Dog" de Amazing Stories. Ha aparecido en otras películas de Disney y en casi todas las películas de Pixar.
Bird dijo: "Lo puse en cada una de mis películas, incluidos mis episodios de Los Simpson, es una especie de mi versión de 'Nina' de Hirschfeld".
El aula A113 es actualmente el primer año de estudio de diseño gráfico.

## Apariciones del A113

### Animación en televisión
- Amazing Stories – "Family Dog" (temporada 2, episodio 16): está en la placa de la camioneta roja, y también en la parte superior del portapapeles que sostiene el policía.

- American Dad!: 
  - "Diácono Stan, Jesus Man" (temporada 1, episodio 7): la placa del vecino de Stan cuando llega a la iglesia.
  - "Love, American Dad Style" (temporada 9, episodio 1): es la matrícula del auto rojo 'Hummer'.
  - "Graduador permanente de registros" (temporada 10, episodio 18): visto en un vagón montado por un vagabundo / excompañero de trabajo de Stan.
  - "Roger's Baby" (temporada 12, episodio 6): el número se puede ver en la matrícula de la camioneta con la cual persiguen a Snot.
  - "A Star is Reborn" (temporada 12, episodio 10): el número se puede ver en la claqueta durante la producción de Marble Trouble.
  - "The Shrink" (temporada 12, episodio 12): El número al costado del segundo vagón del tren en miniatura.
  - "Whole Slotta Love" (temporada 14, episodio 8): el número de placa de un automóvil que pasa.

- Aqua Teen Hunger Force – "The Greatest Story Ever Told" (temporada 11, episodio 9): número de la prisión de Carl.

- Bobby's World - "La visita a la tía Ruth" (temporada 1, episodio 1): El número en la tarjeta de la foto imaginaria de Bobby.

- BoJack Horseman  - "Downer Ending" (temporada 1, episodio 11): Durante el viaje de drogas de BoJack, el número se ve en la puerta de un aula.

- Family Guy: 
  - "The Simpsons Guy" (Temporada 13, episodio 1): A113 es un número de placa para el crucero del Jefe Wiggum en el lavado de autos que llevaron a cabo Homer y Peter para encontrar el auto robado de los Griffin.
  - "Mucho en el piso de arriba" (Temporada 14, episodio 15): el número se muestra en la licencia de conducir de Lois que Stewie trae al preescolar en su sueño.

- Harvey Birdman, Attorney at Law - "Deadomutt Parte 1" (temporada 1, episodio 7): Birdman es trasladado a la oficina 113-A (que es realmente un baño).

- The Loud House  - "Tea Tale Heart" (episodio 121), "The Loudest Thanksgiving" (episodio 122) y "Friended with the Casagrandes" (episodio 133): A113 se puede ver.

- McGee and Me! - "The Big Lie" (temporada 1, episodio 1): A113 es visto como el número de matrícula del carro de arroz que se lleva a un niño pequeño en una viñeta animada.

- Rocko's Modern Life  - "Static Cling": Durante el estreno del nuevo especial de Fatheads, Ed mira un momento con el Sr. Fathead y Baby Fathead (con lo mismo con Ed y su hijo recién nacido, más tarde hija), aparece el "A113" como una torre de bloques

- Rugrats  - "Little Dude" (temporada 1, episodio 4B): el número de habitación de la clase de economía doméstica.

- Los Simpsons: 
  - "Krusty Gets Busted"  (temporada 1, episodio 12): número del uniforme de la prisión de Krusty the Clown.
  - "Cape Feare"  (temporada 5, episodio 2): número de ficha policial de Sideshow Bob.
  - "Sideshow Bob's Last Gleaming"  (temporada 7, episodio 9): número del uniforme de la prisión de Sideshow Bob.
  - "Do the Bartman": El número en la foto policial de Bart.

- South Park - "Prehistoric Ice Man" (temporada 2, episodio 18): "A-113" es claramente visible en el costado de un helicóptero.

- Tiny Toon Adventures,, "Cómo pasé mis vacaciones": Cuando Plucky y Hamton llegan a Happy World Land, una placa dice "A-113" en uno de los autos en el estacionamiento.

- Uncle Grandpa  - "Doctor Visit" (temporada 4, episodio 25) y "Broken Boogie" (temporada 5, episodio 10): se puede ver A113.

- We Bare Bears - "Money Man" (temporada 4, episodio 15): un salón de clases tiene la etiqueta "A113".

- Whatever Happened to... Robot Jones? - "Trabajo" (temporada 2, episodio 3B): el robot ingresa a un gimnasio y coincide con el número de unidad del robot observador que debe ayudar a eliminar con el número de unidad en su lista de verificación, "A113".

- The Zeta Project  - "Control remoto" (temporada 1, episodio 3): Bucky tiene un cohete con la etiqueta A113 en su habitación.

### Otras series de TV
- Doctor Who  - "Flatline" (serie 8, episodio 9): el primer tren lleva el código A113.
- Firefly  - "The Train Job" (episodio 2): El número de registro del tren es A113.
- Star Trek: Discovery - "An Obol for Charon" (temporada 2, episodio 4): cuando Pike y Number 1 están discutiendo Spock, la estación de replicación junto a Pike es A-113 (alrededor de 2 minutos y 48 segundos).
- Star Trek: Short Treks  - "Calypso" (temporada 1, episodio 2): El número de identificación del replicador de alimentos del que Craft tomó una bebida es A-113 (marca de tiempo 5:36).

Temporada 1 episodio 43 grizzy y los lemmings:Cuando los lemmings se picaron al fondo una caja gris estaba A113
- Supernatural  - "Sympathy for the Devil" (temporada 5, episodio 1): El número de la habitación del hospital donde Bobby se está recuperando es 113A.
- Quantico - "Run" (temporada 1, episodio 1): La habitación en la que Caleb Haas se estaba quedando antes de abandonar la casa estaba numerada 113A.
- Terra Nova - "Génesis (Primera parte)" (episodio 1): la cámara de seguridad que muestra a Jim Shannon en áreas no autorizadas está etiquetada como "CAM A113".
- Jane the Virgin - "Capítulo ochenta y seis" (temporada 5, episodio 5): el video de seguridad que muestra a Petra disparando a Travis el ayudante de camarero está etiquetado como "CAM A-113".
- The Capture  - "Blind Spots" (episodio 4): Las escenas finales ocurren cerca del camino ficticio, el "A113".

### Pixar
- Serie Toy Story : 
  - Número de matrícula en los autos de la madre de Andy (una minivan en Toy Story y Toy Story 2, y un crossover en Toy Story 3 ).[2]
  - Toy Story 2 : anuncio del aeropuerto para "LassetAir Flight A113 now arriving from Point Richmond" (también es una referencia al director John Lasseter y a Point Richmond, vecindario donde estaba la antigua sede de Pixar en Richmond, California).
  - Toy Story 4 : se puede ver en el camión familiar de Bonnie y en el diseño de la alfombra de Second Chance Antiques.
- A Bug's Life : código en la caja de cereal cuando Flik ingresa a la ciudad de los insectos. (También se pueder ver que al lado del A113 viene escrito el número 1195, una referencia al mes (11 = Noviembre) y el año (95 = 1995) en el que se estrenó Toy Story)
- Monsters, Inc .: cuando Mike y Sulley están viendo las noticias, el presentador de noticias amarillo tiene la forma de una "A", el presentador de noticias naranja tiene la forma de un "1" y en el fondo azul está el número 13, formando A113.
  - Monsters University : la sala de conferencias donde Mike y Sulley tienen su primera clase tiene este número en la puerta.[3]
- Buscando a Nemo : el número de modelo de la cámara utilizada por el buzo.  
  - Buscando a Dory : La matrícula del camión de carga que lleva a los animales a Cleveland tiene la matrícula "CALA113". Además, las etiquetas de los dos leones marinos, Fluke y Rudder, están etiquetadas como "A1" y "13" respectivamente.
- Los Increíbles : el número de la sala de conferencias (la cual es una trampa) en la guarida de Síndrome (no visto pero mencionado por Mirage).[4][5] El nivel de prisión y la celda donde se encuentra Mr. Increíble es el "Nivel A1" en la Celda # 13 (A1 y 13). La sala de control de nivel de potencia controla el "Nivel A1", sección "13", que es donde se encuentra el cohete. El número de la oficina de la diseñadora de vestuario de superhéroes Edna Moda . (El edificio en el que se encuentra es la entrada a CalArts).
  - Incredibles 2 : Al final de la película, los Parrs están a punto de dejar a Violet y Tony en una película. En la marquesina, la película se llama Dementia 113, pero un lado hace que parezca leer Dementi A113, que es una referencia al debut como director Dementia 13 Francis Ford Coppola . Además, la sala donde Elastigirl revisa las imágenes de The Screenslaver en DevTech es la sala A113. El número de modelo para el tren de transmisión fuera de control incluye A113. El número de documento del Acuerdo Internacional de Superhéroes es ISHA CA-A113. El número de aerosol pintado en un contenedor de basura es BUNI-A113.
- Cars : 
  - Cars : es el número en Tren Diesel, el tren de carga que Rayo McQueen supera antes de llegar por primera vez a la ciudad de Radiador Springs. Tren Diesel también se fabricó como un estuche para la línea de fundición a presión y tiene A113 en él y también es el número de matrícula de Mate.
  - Mate y la luz fantasma y Cars Toons : es el número de matrícula de Mate . La versión fundida a troquel del personaje menor Dexter Hoover tiene el número de placa "A113CA". Y el comienzo del nombre del archivo de imagen para el líder de los coches de limón.
  - Cars 2 : es el número en la cola de Siddeley (que se muestra como A113), así como también en la placa de Mate. En la cola del avión en el campo de aviación por el que huyen Mate y McMissile.
  - Cars 3 : el número se utiliza como la placa de Mate y el número de habitación colocado en la puerta corredera de la oficina de Sterling.
- Ratatouille - Git, la rata de laboratorio, tiene una etiqueta en su oreja izquierda que dice "A113". Además, cuando Linguini está dormido frente al televisor, A113 aparece en un tren detrás de la pareja amorosa.
- WALL·E : el código de la directiva dada a Auto para que nunca regrese a la Tierra, la primera (y actualmente, la única) vez que A113 tuvo un significado real para la trama de una película de Pixar. También parece deletrear parte del nombre de WALL-E, WA11-3 ( Leet parcial).[6]  Además, cuando Eve y WALL-E llegan al Axiom, cuando salen de la bahía de atraque, las puertas se marcan con la Cubierta A-224-1 agregada a cada dígito de la referencia.
- Up: el número de la sala del tribunal al que Carl va después de golpear a un trabajador para proteger su buzón.[7]
- Brave - Escrito en números romanos (ACXIII) sobre el interior de la puerta de la cabaña de la bruja.[8]
- Inside Out: cuando Riley se dirige a su nueva escuela en San Francisco, la llevan a la habitación A113.[9] Más tarde, cuando Riley se dirige hacia el autobús, se detiene para ver quién la llama. Un edificio en el fondo tiene "a113" escrito en grafiti.
- The Good Dinosaur: cuando el pájaro persigue a Arlo fuera de su área de alimentación, "A113" está formado por palos a lo largo de la cerca en el lado derecho del marco.
- Coco:  El número aparece en la puerta de la Oficina de Quejas Familiares y en la portada de uno de los álbumes de Ernesto de la Cruz.
- Onward: El número se habla en este caso; la radio de la policía se puede escuchar diciendo "un 113 está en progreso".
- Soul: A113 está en un letrero en la Sala del Todo donde entran Joe y 22.
- Luca: A113 se puede ver en el billete de tren, como número se asiento, que Alberto le da a Luca para que pueda ir al colegio con Giulia en Génova
- Turning Red: Utilizado en "The Chalker", un marcador de línea utilizado por Jin Lee y durante los créditos, el A113 se ve en la entrada.
- Lightyear: Visto pintado en un edificio fuera de la ventana de la oficina de Alisha Hawthorne.
- Elemental: En una escena del ayuntamiento, el código A113 se ve en la puerta, detrás de Nilo.

### Otras películas
Disney
- Lilo & Stitch (2002): número de matrícula en todos los vehículos, incluido el automóvil de alquiler de Cobra Bubbles, la nave espacial del Capitán Gantu, el automóvil de Nani, el camión de bomberos, el camión cisterna y la matrícula en la habitación de Lilo (utilizado en el modelo de Stitch de San Francisco ). También en la película directa a video Leroy & Stitch .[10]
- Mickey, Donald, Goofy: The Three Musketeers (2004): el número de matrícula del carruaje que tiene a Mickey como cautivo.
- Meet the Robinsons (2007) - La matrícula de los padres adoptivos de Cornelius 'Lewis' Robinson.
- La princesa y la rana (2009): un carrito tiene la etiqueta número A113.
- Los Vengadores (2012): A113 se puede ver en la esquina superior izquierda de todos los clips de noticias cerca del final de la película, cuando el mundo reacciona a la revelación de los Vengadores. También se ve en la esquina inferior derecha de las pantallas de vidrio Helicarrier de Nick Fury.[11]
- Saving Mr. Banks (2013) - Walt Disney mira el itinerario de viaje de PLTravers mientras vuela de Los Ángeles a Londres. Su número de vuelo es BTA-113.
- Guardianes de la galaxia (2014) - A113 se puede ver en un monitor en el análisis de Groot.
- Big Hero 6 (2014): aparece como un número de pieza en los esquemas de las cuchillas de energía de Wasabi a medida que Hiro lo construye.[12]
- Tomorrowland (2015) - Al comienzo de la película cuando la pantalla dice: "Una producción A113".
- Ralph Breaks the Internet (2018): A113 aparece sobre una puerta mientras Vanellope von Schweetz intenta escapar de Stormtroopers .
- Avengers: Endgame (2019): A113 se puede ver en un monitor mientras Banner ejecuta pruebas.
- The Wild Robot : El procesador que usa el robot se denomina A1 13

Varios
- The Brave Little Toaster (1987) - El número de apartamento donde vive "The Master".[13]
- Melodías lunares de Bugs Bunny (1991) - En la escena de Key Witness, uno de los videos que muestra Witness es "Satellite View A-113".
- The Truman Show (1998): en una placa numerada que se muestra debajo de uno de los monitores que muestra la alimentación de la cámara desde el interior del domo de Truman.
- The Iron Giant (1999) - Matrícula en el coche que el gigante comió parcialmente; el 3 está mordido. También en la casa de Dean hay una pintura que tiene A113.[3]
- Terminator Salvation (2009): visto en la pantalla de la computadora (como código de anulación de inicio de sesión) durante el asalto a una base de Skynet . Marco de tiempo - 00:09:32
- Planet 51 (2009) - La matrícula del auto de Lem es A113.
- Alpha y Omega (2010): en la parte trasera del camión de Garn y Debbie, visto cuando Humphrey está hablando con Marcel y Paddy.
- Rise of the Planet of the Apes (2011) - A113 se puede ver en un punto.
- Misión: Imposible - Protocolo Fantasma (2011) - El "anillo de clase" armado de Hanaway tiene un A113 estampado en el costado. Es el código de acceso de extracción de Ethan Hunt proporcionado por teléfono y está en la placa de un automóvil frente al Kremlin durante la gran explosión,[14] momento en el que se presiona el botón de desactivación de la bomba "1.13 segundos".[15]
- The Colony (2013): dentro del área de almacenamiento, una caja tiene A113 como número de registro.
- The Hunger Games: Catching Fire (2013): en la esquina inferior derecha del monitor cuando el presidente Snow está mirando a Katniss decidir si matar a alguien en la arena.
- Vecinos (2014) - Cuando Mac y Teddy pelean, es visible en la caja de transmisión.
- El amanecer del planeta de los simios (2014) - El virus que aniquila a la mayoría de la humanidad se llama ALZ-113.
- El libro de la vida (2014) - Al comienzo de la película, uno de los autobuses escolares tiene el número A113.
- Sausage Party (2016) - Matrícula en la parte trasera del auto de Druggie junto con la etiqueta "DIXAR".
- Spider-Man: Homecoming (2017) - A113 se puede ver en la esquina superior izquierda del HUD Spider Drone cuando se inicia por primera vez en el Monumento a Washington.
- Klaus (2019) - A113 se puede ver en el maletero del carruaje de Jesper.
- The Call of the Wild (2020) - A113 se puede ver en un tablón de anuncios en el pueblo.
- Space Jam: A New Legacy (2021) - A113 se puede ver en la nave de Marvin el Marciano.

### Videojuegos
- En Regreso al futuro: el juego, es una cabina de convenciones.
- En Beyond: Two Souls, es el número de una habitación en el edificio en el que Jodie crece.
- En Destiny, es el nombre de un área desconocida en la tarjeta Grimoire del fragmento de fantasma Dead Orbit.[16]
- En Fallout 4, se puede ver en uno de los letreros de la estación de servicio en la demostración del juego y en los registros de computadora de Brotherhood of Steel Cambridge.[17]
- En Kinect Rush: A Disney-Pixar Adventure, está en una placa en la parte del juego 'Day Care'.
- En Kingdom Hearts III, A113 puede verse como el número de la matrícula de la minivan de la mamá de Andy, y un letrero con el nombre de la calle en el mundo de Toy Story "Toy Box", además de ser visto encima de una puerta de persiana en los Monstruos, Inc. mundo "Monstropolis".
- En Lego The Incredibles, se puede ver en numerosos frentes de edificios tanto en Municiberg como en New Urbem, así como en el costado del barco donde se esconde el Hombre Ancla.[18]
- En Mortal Kombat 11, una de las opciones de personalización para el personaje Frost es un Frozen Core llamado Axiom A113. (Esta es probablemente una referencia a la película WALL-E mencionada anteriormente: Axiom es el nombre del barco que alberga a la población humana de la Tierra en la película; "A113" fue el código de la orden enviada al piloto automático de la nave para no regresar a la Tierra. )
- En Outlast, es el nombre de una habitación cerrada en la primera etapa del juego.
- En Prototype, el veneno Bloodtox se escribe oficialmente como Sustancia A-113A aunque se pronuncia A1-13 Variación A.
- En Sunset Overdrive, se ve mientras Walter está trabajando en su planeador durante una escena. El huevo de Pascua se encuentra una vez más en el DLC del juego, donde se puede ver en el nuevo planeador al final de la escena de introducción de la misión.
- En Supertuxkart, A1-13 se puede ver escrito en la puerta de entrada de la clase de matemáticas uno de Oliver de la pista de carreras.
- En A Vampyre Story, es la posición de la tumba de Mona.
- En War Thunder, se incluyó como una calcomanía con ciertos vehículos de eventos.[19]

### Serie web
- En Annoying Orange, Orange tiene una pegatina con la etiqueta A113 en la parte posterior de él en HOW2: ¡Cómo registrarse para votar!
- En Hazbin Hotel, dos huevos están etiquetados como # A1 y # 13. Se puede ver mientras Sir Pentious está siendo enterrado por ellos.
- En Canal Youtube eso llamado Damn Seconds es un canal estadounidense De pertenece a una serie de videos llamada Mini Crewmate Kills,

Mini Crewmate Kills 6 Animation Characters Apariciones código A113  Azul en el arte oficial de Among Us son escasas, ya que solo ha aparecido